# Nuclear Suppliers Group
Il Nuclear Suppliers Group (NSG – Gruppo dei fornitori nucleari) è un regime di controllo multilaterale delle esportazioni e un gruppo di paesi fornitori di materiale nucleare che cerca di prevenire la proliferazione nucleare controllando l'esportazione di materiali, apparecchiature e tecnologia che possono essere usati per fabbricare armi nucleari.

## Storia
Lo NSG fu fondato a seguito del test nucleare indiano Smiling Buddha nel maggio 1974 e fece la sua prima riunione nel novembre 1975. Il test dimostrò che certe tecnologie specifiche nucleari non militari potevano essere convertite rapidamente nello sviluppo di armi. Nazioni già firmatarie del Trattato di non proliferazione nucleare (NPT) videro la necessità di limitare ulteriormente l'esportazione di apparecchiature, materiali o tecnologie nucleari. Un altro vantaggio era che le nazioni non NPT e non facenti parte del Comitato Zangger, in particolare la Francia, potevano diventare aderenti.
Una serie di incontri a Londra dal 1975 al 1978 produsse un accordo sulle linee guida per l'esportazione; queste furono pubblicate come INFCIRC/254 (essenzialmente la "Trigger List" di Zangger) dall'Agenzia internazionale per l'energia atomica. Gli articoli elencati potevano essere esportati verso stati "non-nucleari" solo se certe salvaguardie dell'Agenzia Internazionale per l'Energia Atomica erano state concordate o se ricorrevano circostanze eccezionali di sicurezza.
Il nome di "London Club" era dovuto alle serie di incontri in Londra. Ad esso si faceva anche riferimento con le espressioni London Group o London Suppliers Group.
Lo NSG non si riunì nuovamente fino al 1991. La "Trigger List" rimase invariata fino al 1991, sebbene la lista di Zangger venisse regolarmente aggiornata. Le rivelazioni sul programma di armamenti dell'Iraq, dopo la prima Guerra del Golfo, portò a un inasprimento sulle esportazioni delle cosiddette apparecchiature a doppio uso. Al primo incontro dal 1978, tenutosi a L'Aia nel marzo 1991, i ventisei governi partecipanti si accordarono sui cambiamenti, che vennero pubblicati come "Dual-use List" nel 1992, e anche sull'estensione della lista originale per avvicinarsi maggiormente alla Zangger list.

## Governi partecipanti
All'inizio allo NSG partecipavano governi: Canada, Germania Ovest, Francia, Giappone, Unione Sovietica, Regno Unito e Stati Uniti. Nel biennio 1976-77, la partecipazione fu estesa a quindici, con l'ammissione di Belgio, Cecoslovacchia, Germania Est, Italia, Paesi Bassi, Polonia, Svezia e Svizzera. La Germania fu riunificata nel 1990 mentre la Cecoslovacchia si divise in Repubblica Ceca e Slovacchia nel 1993. Altre dodici nazioni si aggiunsero entro il 1990. A seguito del collasso dell'Unione Sovietica, a un numero di ex repubbliche fu dato lo status di osservatore, primo passo di una futura ammissione. La Cina divenne membro nel 2004. La Commissione europea e il Comitato Zangger partecipano come osservatori. La presidenza dello NSG per gli anni 2021-2022 è della Polonia.
Al 2020, lo NSG ha 48 governi partecipanti:
- Argentina
- Australia
- Austria
- Bielorussia
- Belgio
- Brasile
- Bulgaria
- Canada
- Cina
- Croazia
- Cipro
- Rep. Ceca
- Danimarca
- Estonia
- Finlandia
- Francia
- Germania
- Grecia
- Ungheria
- Islanda
- Irlanda
- Italia
- Giappone
- Kazakistan
- Lettonia
- Lituania
- Lussemburgo
- Malta
- Messico
- Paesi Bassi
- Nuova Zelanda
- Norvegia
- Polonia
- Portogallo
- Romania
- Russia
- Serbia
- Slovacchia
- Slovenia
- Sudafrica
- Corea del Sud
- Spagna
- Svezia
- Svizzera
- Turchia
- Ucraina
- Regno Unito
- Stati Uniti

## Candidati Partecipanti

### India

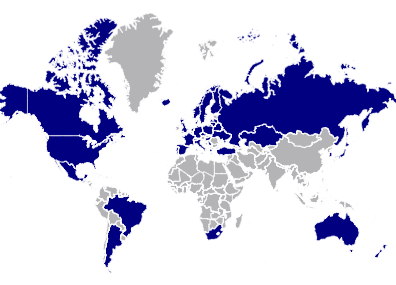
Paesi che sostengono la partecipazione dell'India allo NSG

Durante una visita di stato in India nel novembre 2010, il Presidente degli Stati Uniti Barack Obama annunciò il sostegno degli U.S.A. alla partecipazione dell'India al Nuclear Suppliers Group, al Wassenaar Arrangement, all'Australia Group e al Missile Technology Control Regime, "per fasi" e a incoraggiare l'evoluzione dei criteri del regime di partecipazione, "consistenti nel mantenere i principi di base di questi regimi."
Durante una visita in India nel dicembre 2010, anche il Presidente francese Sarkozy espresse il sostegno del suo paese per l'inclusione dell'India nel Nuclear Suppliers Group. Il Regno Unito è stato per lungo tempo un sostenitore dell'inserimento dell'India nel Nuclear Suppliers Group. Durante la visita in India il Giorno della Repubblica nel gennaio 2015, Obama disse che l'India era pronta per il suo ingresso nello NSG. Il presidente russo Vladimir Putin ha anche offerto sostegno incondizionato all'ingresso dell'India nello NSG.
Anche la Svizzera ha annunciato il proprio sostegno all'ammissione dell'India il 6 giugno 2016 durante la visita del Primo Ministro Modi a Ginevra, Il Presidente Obama ha reiterato il sostegno U.S.A. all'ingresso dell'India l'8 giugno 2016 durante la visita di Modi a Washington.  Il Giappone ha espresso il suo sostegno alla richiesta dell'India di diventare membro dello NSG.
Comunque, la Cina si oppone all'ammissione dell'ammissione dell'India citando la mancata ammissione del Pakistan. Altri paesi che si oppongono all'ingresso dell'India nel Nuclear Suppliers Group (NSG) sulla base dello status di NPT dell'India comprendevano Nuova Zelanda, Irlanda e Austria.
Nel giugno 2016, l'India ottenne il sostegno cruciale del Messico alla sua richiesta di diventare un membro dell'NSG di fronte a un'assemblea plenaria di un blocco di 48 nazioni ai cui membri è consentito di commerciare ed esportare tecnologia nucleare. Il 17 giugno, il Primo Ministro britannico David Cameron ha assicurato il Primo Ministro Narendra Modi del "fermo sostegno" britannico alla richiesta dell'India di diventare membro dello NSG. In un'intervista il 18 giugno, il Presidente russo Vladimir Putin ha detto di vedere positivamente l'ingresso dell'India nello NSG. Il 20 giugno, il Canada ha affermato che lo NSG verrà rafforzato dalla presenza dell'India. Il 22 giugno la Francia ha reiterato il suo sostegno all'India, e sollecitato tutti gli altri 48 membri dell'NSG a consentire l'ingresso dell'India nel sistema di controllo atomico. La Cina rimane contraria all'ingresso dell'India nello NSG.
Nel luglio 2016, il Sudafrica si dichiarò d’accordo a sostenere l'ingresso dell'India nello NSG. In agosto 2016, la Turchia ha confermato il sostegno alla richiesta dell'India di entrare nello NSG. Il 4 settembre 2016, l'Australia ha reiterato il suo gradimento all'ingresso dell'India di diventare membro del Nuclear Suppliers Group proprio prima del G20 del 2016 in Hangzhou, Cina. Il 5 settembre 2016, il Primo Ministro Narendra Modi ha ringraziato l'Argentina per il suo sostegno alla richiesta dell'India.
Il 17 ottobre 2016, a seguito dell'8º summit dei BRICS a Benaulim, Goa (India), il Brasile ha ufficialmente sostenuto la richiesta dell'India di diventare membro dello NSG. Il 26 ottobre 2016, il Primo Ministro John Key della Nuova Zelanda ha affermato che "La Nuova Zelanda continuerà a contribuire costruttivamente al procedimento attualmente in corso nello NSG per considerare l'inserimento dell'India tra i suoi membri." Polonia e Cipro hanno sostenuto la richiesta dell'India di entrare nello NSG nell'aprile 2017. La Germania ha riaffermato l'appoggio alla richiesta dell'India di divenire membro dello NSG nel maggio 2017. Anche la Svizzera ha mostrato sostegno alla richiesta dell'India di entrare a far parte dello NSG. Il portavoce del Ministro degli Esteri della Svizzera, Pierre-Alain Eltschinger, ha affermato: "Noi sosteniamo la richiesta dell'India di partecipare allo NSG e riconosciamo gli sforzi dell'India a sostegno dell'impegno globale di non proliferazione." Durante il 15º RIC (Russia, India, Cina), incontro ministeriale estero, la Russia ha detto che continuerà a sostenere l'ingresso dell'India nel Gruppo esclusivo dei fornitori nucleari. Descrivendo l'India come una potenza-guida nella regione Indo-Pacifico, l'inviato di Washington a Nuova Delhi, Kenneth Juster, ha riaffermato il sostegno alla richiesta dell'India di entrare nello NSG, nel gennaio 2018. Nel comunicato-stampa congiunto del summit India-Paesi Nordici, questi ultimi hanno dato il benvenuto alla domanda di adesione al Gruppo di fornitori nucleari e riaffermato il loro impegno a lavorare costruttivamente all'interno del Gruppo con lo scopo di ottenere risultati positivi alla prima occasione nell'aprile 2018. Il 16 aprile 2018 la Germania ha sostenuto la richiesta dell'India di diventare membro dello NSG dicendo che l'ingresso di quest'ultima avrebbe spinto il sistema di controllo globale delle esportazioni. Riaffermando il loro compito di sforzi globali contro la proliferazione, il Primo Ministro italiano Giuseppe Conte ha rinnovato il sostegno dell'Italia all'impegno reiterato dell'India per la sua ammissione nel Nuclear Suppliers' Group (NSG) in ottobre 2018 durante la 24ª edizione del Summit Tecnologico India-Italia.
Nel 2019, la Cina ha contrastato ogni tentativo d'inclusione dell'India nello NSG e ha detto chiaramente che lo status quo rimarrà, citando la "mancanza di consenso" tra i membri dello NSG.

### Pakistan
Il Pakistan ha chiesto di aderire il 19 maggio 2016. Il Pakistan ha sottolineato la necessità per lo NSG di adottare un approccio basato su criteri non discriminatori per i paesi che chiedono di far parte dello NSG, che non hanno mai fatto parte del Trattato di Non-Proliferazione nucleare (NPT).
Il Pakistan è sostenuto dalla Turchia e dalla Cina. Pakistan ha lanciato una grossa campagna lobbystica per ottenere un sostegno addizionale alla sua adesione allo NSG.  Gli Stati Uniti non si sono pubblicamente opposti al Pakistan, il portavoce del Dipartimento di Stato degli USA, Mark Toner, ha commentato nel maggio 2016: "Loro hanno resi pubblici i loro interessi, e certamente ogni paese può fare la sua domanda di ammissione. E noi [la] considereremo basata su una decisione consensuale". Di conseguenza, lo NSG iniziò le discussioni sugli «aspetti tecnici, legali e politici della partecipazione di stati non-NPT nello NSG» nella sessione plenaria di Seul nel giugno 2017. La Cina ha anche legato la domanda dell'India a quella del Pakistan, bloccando l'ingresso della prima basata ripetutamente sulla tesi che se l'India può essere lasciata entrare senza firmare lo NPT, allora anche al Pakistan dovrebbe essere garantita l'adesione.
Nel 2004, fu rivelata l'illecita rete di acquisizione diretta dallo scienziato pakistano AQ Khan, che dirigeva il programma di arricchimento dell'uranio del Pakistan. Questa rete trafficava in materiali nucleari e a doppio uso e sosteneva programmi di armi nucleari in Iran, Libia e Corea del Nord come nello stesso Pakistan, e comprendeva individui singoli ed enti di oltre 30 paesi. Nel 2004, il Pakistan promulgò una legge di controllo su esportazioni di beni, tecnologie materiali e apparecchiature (Export Control Act on Goods, Technologies, Materials and Equipment) relativi alle armi nucleari e biologiche e ai loro sistemi di consegna e pubblicò un elenco di controllo delle esportazioni nel 2005, che è stato frequentemente aggiornato. Gli Stati Uniti sanzionarono il 26 marzo 2018 sette aziende pachistane per proliferazione nucleare.

### Namibia[49]
La Namibia chiese di entrare nello NSG nel 2016.

## Ruolo nell'accordo nucleare fra India e Stati Uniti
Nel luglio 2006, il Congresso degli Stati Uniti emendò la sua legge per consentire l'accordo con l'India sul commercio di materiale nucleare. Un incontro dei governi partecipanti allo NSG il 21 e 22 agosto 2008 sull'esenzione specifica dalle linee guida fu inconcludente. Molti dei governi partecipanti, tra i quali Austria, Svizzera, Norvegia, Irlanda e Nuova Zelanda, espressero riserve circa l'assenza di condizioni nell'esenzione proposta. In un altro incontro il 6 settembre 2008, i governi NSG partecipanti acconsentirono a concedere all'India una "corretta deroga" alle regole in vigore, che proibivano il commercio di materiale nucleare ai paesi che non avevano firmato il Trattato di non proliferazione nucleare (NPT).  La decisione dello NSG giunse dopo tre giorni di intensa diplomazia U.S.A. L'approvazione si basava sul formale impegno da parte dell'India a non condividere tecnologie o materiali nucleari sensibili con altri e a confermare la sua moratoria volontaria sui test di armi nucleari. L'impegno era contenuto in un'affermazione cruciale formulata durante l'incontro NSG, da parte dell'India, che sottolineava le politiche di disarmo e non proliferazione del paese.